# Palm City
Palm City è un census-designated place di 23.120 abitanti in Florida, negli Stati Uniti d'America.
Palm City ha una superficie totale di 43 km².

## Società

### Evoluzione demografica
A partire dal censimento del 2000, a Palm City risiedevano 20.097 abitanti. La densità della popolazione era pari a 530.4/km².

### Etnie e minoranze straniere
| Bianchi          | 96,56% |
| Afroamericani    | 1,08%  |
| nativi americani | 0,13%  |
| asiatici         | 1,03%  |
| altre razze      | 0,40%  |
| latini           | 0,80%  |
| tot              | 100%   |